# Antonio Magarotto
Antonio Magarotto (* 30. Juni 1891 in Pojana Maggiore; † 10. Mai 1966 in Rom) war ein italienischer Aktivist und Pädagoge, Gründer der Nationale Gehörlosenorganisation und Rektor des Staatlichen Instituts für Sonderpädagogik für Gehörlose in Padua.

## Biographie

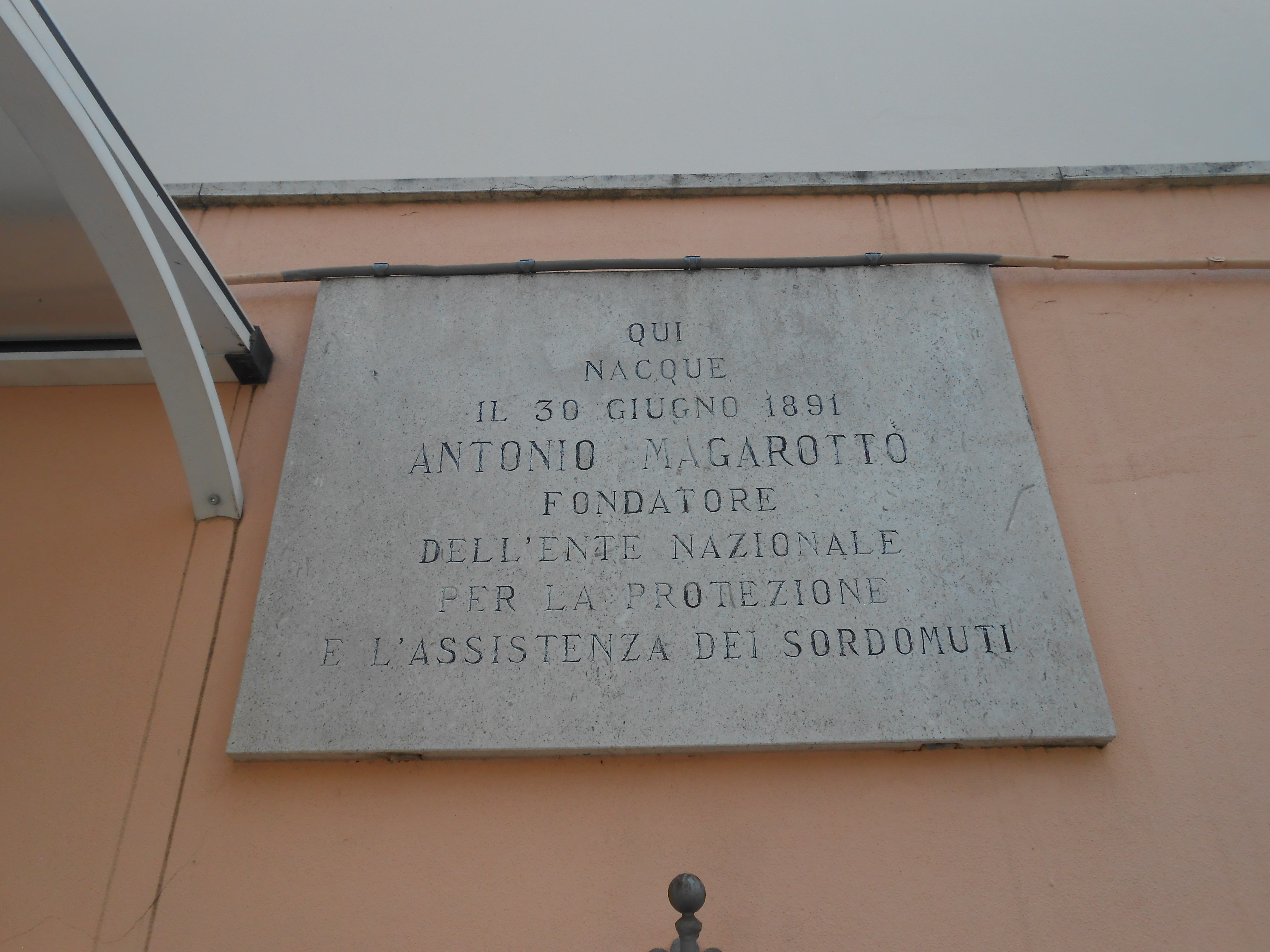
In seinem Geburtshaus in Pojana Maggiore befindet sich diese Gedenktafel.

Als Sohn eines Apothekers aus Padua ertaubte er im Alter von drei Jahren aufgrund einer Meningitis. Er zog nach Siena, um die Gehörlosenschule des Instituts „Tommaso Pendola“ der Piaristen zu besuchen: Er lernte Lippenlesen und die Methode des Oralismus und erlernte das Sprechen. 1905 kehrte er nach Pojana zurück, wo er sich der grafischen Kunst widmete, sich auf die Linotype-Setzmaschine spezialisierte (über die er einige Bücher schrieb) und eine Kunstschule gründete.
Nach seinem Umzug nach Padua arbeitete er in der bischöflichen Typographie, wo wichtige katholisch inspirierte Zeitungen wie La Libertà, Il Popolo Veneto und La Difesa del Popolo gedruckt wurden. Dort gründete er die venezianische Vereinigung der Taubstummen und erreichte 1923 von der Mussolini-Regierung das Gesetz, das Taubstummen und Blinden den Besuch der Grundschule erlaubte.
Im Jahr 1932 gründete er in Padua anlässlich des Festes des heiligen Antonius die Nationale Gehörlosenorganisation (Ente Nazionale Sordomuti – ENS), deren außerordentlicher Kommissar und später von 1944 bis 1950 Mitglied er war. Der erste Präsident der ENS war von 1948 bis 1950 Giovanni De Carlis als Nachfolger von Vittorio Ieralla.
Anschließend widmete er sich der Sekundar- und Hochschulbildung für Taubstumme und gründete in ganz Italien 22 Schulen. Sein Sohn Cesare Magarotto führte die Mission seines Vaters fort, bekleidete wichtige Positionen in diesem Sektor und gründete den Weltverband der Gehörlosen (WFD).

## Kultur
Im Jahr 2019 erschien der Comic über Antonio Magarotto, Fratelli del Silenzio, illustriert von Valerio Paolucci und Giuseppe Maggiore, geschrieben nach den Drehbüchern von Armando Delfini und Alessandra Marras.

## Ehrungen
Im Jahr 1964 erhielt er in Washington vom Gallaudet College (heute Gallaudet University) eine honoris causa als Meisterpädagoge für Gehörlose, der sein Leben der Erziehung und Ausbildung seiner Brüder widmete.
Er wurde 1966 mit dem Großkreuz des Verdienstordens der Italienischen Republik ausgezeichnet. Außerdem wurde ihm die Goldmedaille der Buchschule sowie hohe Ehren des Heiligen Stuhls verliehen.
In seiner Heimatstadt Pojana Maggiore wurde 1969 eine Straße nach ihm benannt. Außer in Pojana Maggiore sind auch Straßen in Padua, Rom, Abano Terme und Alcamo nach ihm benannt. Neben ihm wurden auch Straßen nach Giovanni De Carlis benannt.